# پارکس (لوئیزیانا)
پارکس (به انگلیسی: Parks) شهری در ایالت لوئیزیانا کشور ایالات متحده آمریکا است که جمعیت آن در سرشماری سال ۲۰۱۰ میلادی، ۶۵۳ نفر بوده‌است.